# Cantone di Fougères-2
Il Cantone di Fougères-2 è una divisione amministrativa dell'arrondissement di Fougères-Vitré.
È stato costituito a seguito della riforma approvata con decreto del 18 febbraio 2014, che ha avuto attuazione dopo le elezioni dipartimentali del 2015.

## Composizione
Comprende parte della città di Fougères e i 17 comuni di:
- La Bazouge-du-Désert
- Beaucé
- La Chapelle-Janson
- Le Ferré
- Fleurigné
- Laignelet
- Landéan
- Le Loroux
- Louvigné-du-Désert
- Luitré
- Mellé
- Monthault
- Parigné
- Poilley
- Saint-Georges-de-Reintembault
- La Selle-en-Luitré
- Villamée